# Casa del carrer de Bellmunt, 22 (Sant Pere de Torelló)
La Casa del carrer de Bellmunt, 22 és una obra de Sant Pere de Torelló (Osona) protegida com a Bé Cultural d'Interès Local.

## Descripció
Es tracta d'una casa entre mitgeres, de planta baixa i dos pisos. Aquesta casa és interessant per les llindes de les obertures que conserva a la planta baixa de la façana del carrer de Bellmunt. En una de les llindes hi ha gravat: "Miquel de lla Bona 1789"; una altra conserva gravats a la llinda els estris del ferrer, una premsa, una ferradura i dos tallants, i la data de 1738; una altra té gravada la inscripció: "Fet Miquel se lla bona y pla" i una creu. L'obertura que millor es conserva és una finestra del primer pis (1791) amb ampitador motllurat, carreus de pedra ben tallats als brancals i la llinda d'un sol carreu. En general, la casa presenta molt mal estat de conservació.
Aquesta casa segurament fou originada en el creixement lineal dels segles XVII i XVIII al peu del camí a Bellmunt.

## Història
Per la seva estructura sembla que inicialment la casa fou un habitatge unifamiliar amb un taller de ferrer a la plant baixa, totalment vinculada al carrer de Bellmunt, antic camí del santuari, que fou especialment transitat durant els segles XVI-XVIII. La casa també es va utilitzart com a magatzem d'eines de camp i presenta un mal estat de conservació. La casa fou construïda durant el segle xviii, però transformada en diverses ocasions, com ho demostren les dates gravades a les llindes de les obertures (1788, 1789, 1791).